# 「アイシテル」
『「アイシテル」』は、内田有紀の楽曲・7枚目のシングル。1997年2月21日発売。発売元はキングレコード。

## 内容
前作「EVER&EVER」から7か月ぶりのシングル。プリンセス プリンセスのメンバーからの楽曲提供作品。
「november」はオリジナル・ベスト共にアルバム未収録。

## 収録曲
全作曲・編曲：奥居香
1. 「アイシテル」
作詞：中山加奈子
2. november
作詞：内田有紀
3. 「アイシテル」（カラオケ）

## 収録アルバム
- 『Present』（#1）
- 『内田有紀 パーフェクト・ベスト』（#1）